# Warwick Avenue (metropolitana di Londra)
Warwick Avenue è una stazione della metropolitana di Londra, che si trova sulla linea Bakerloo.

## Storia
La stazione di Warwick Avenue venne aperta il 31 gennaio 1915 sulla linea Bakerloo tube, estensione da Paddington a Queen's Park.
La sala della biglietteria e relative macchine di vendita dei biglietti vennero distrutte da un incendio notturno il 17 settembre 1985, causando la temporanea chiusura della stazione.

## Strutture e impianti
La stazione si trova all'incrocio di Warwick Avenue, Warrington Crescent e Clifton Gardens. Prima della sua apertura si era pensato di chiamarla Warrington Crescent.
La stazione non ha un edificio in superficie e vi si accede da due scale che danno nella biglietteria. Fu una delle prime stazioni della metropolitana di Londra ad essere progettata per l'uso di scale mobili al posto degli ascensori. Un pozzo di ventilazione, in mattoni, fu realizzato nello spartitraffico al centro della strada, per migliorare la ventilazione dei tunnel.
La stazione rientra nella Travelcard Zone 2.

## Interscambi
Nelle vicinanze della stazione effettuano fermata alcune linee urbane automobilistiche, gestite da London Buses.
- Fermata autobus

Un servizio regolare di vaporetti opera dalla vicina Little Venice lungo il Regent's Canal; durante i mesi estivi, battelli partono, ogni ora, per il London Zoo e Camden Lock.

## Galleria d'immagini

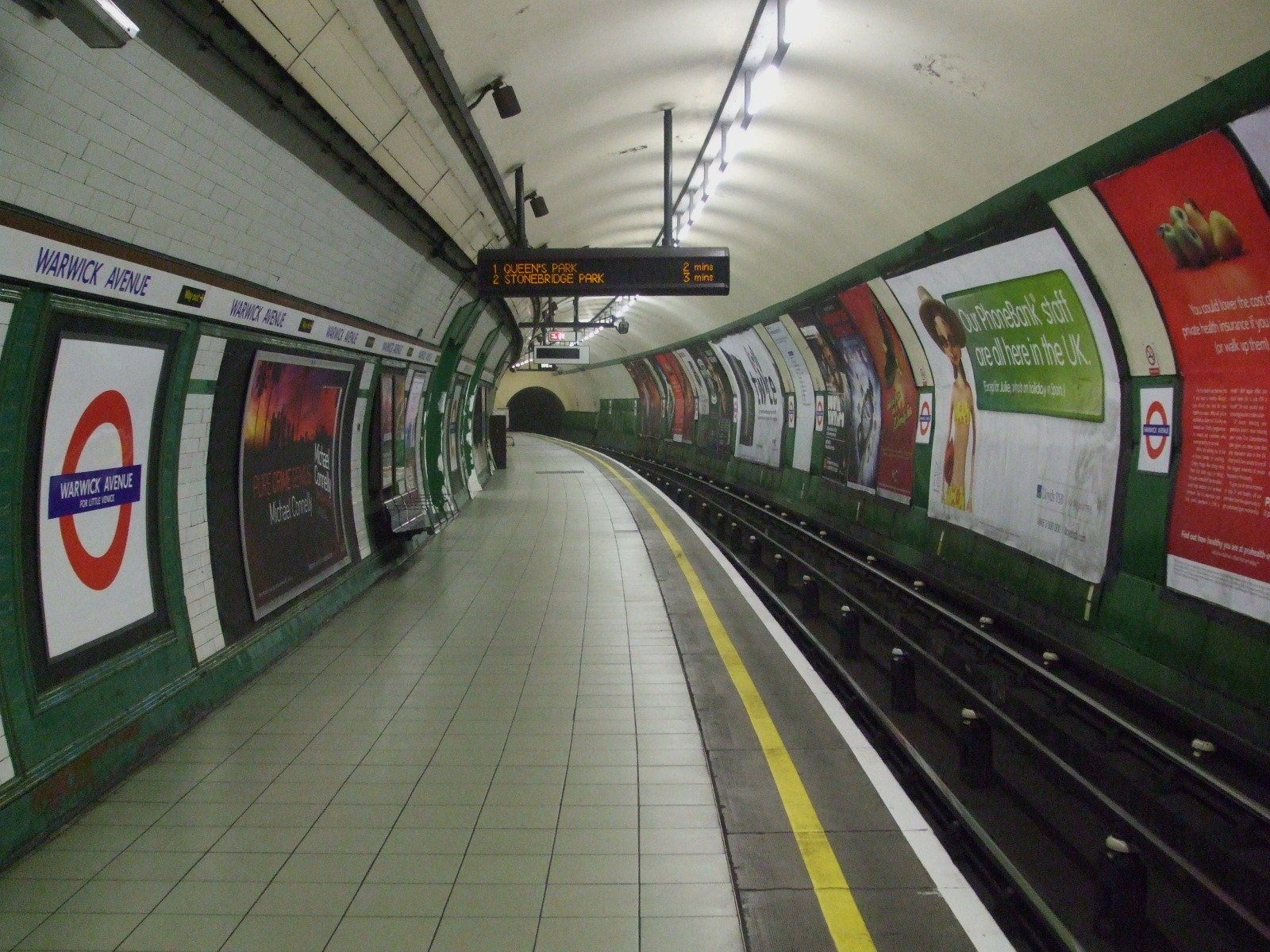
Piattaforma nord
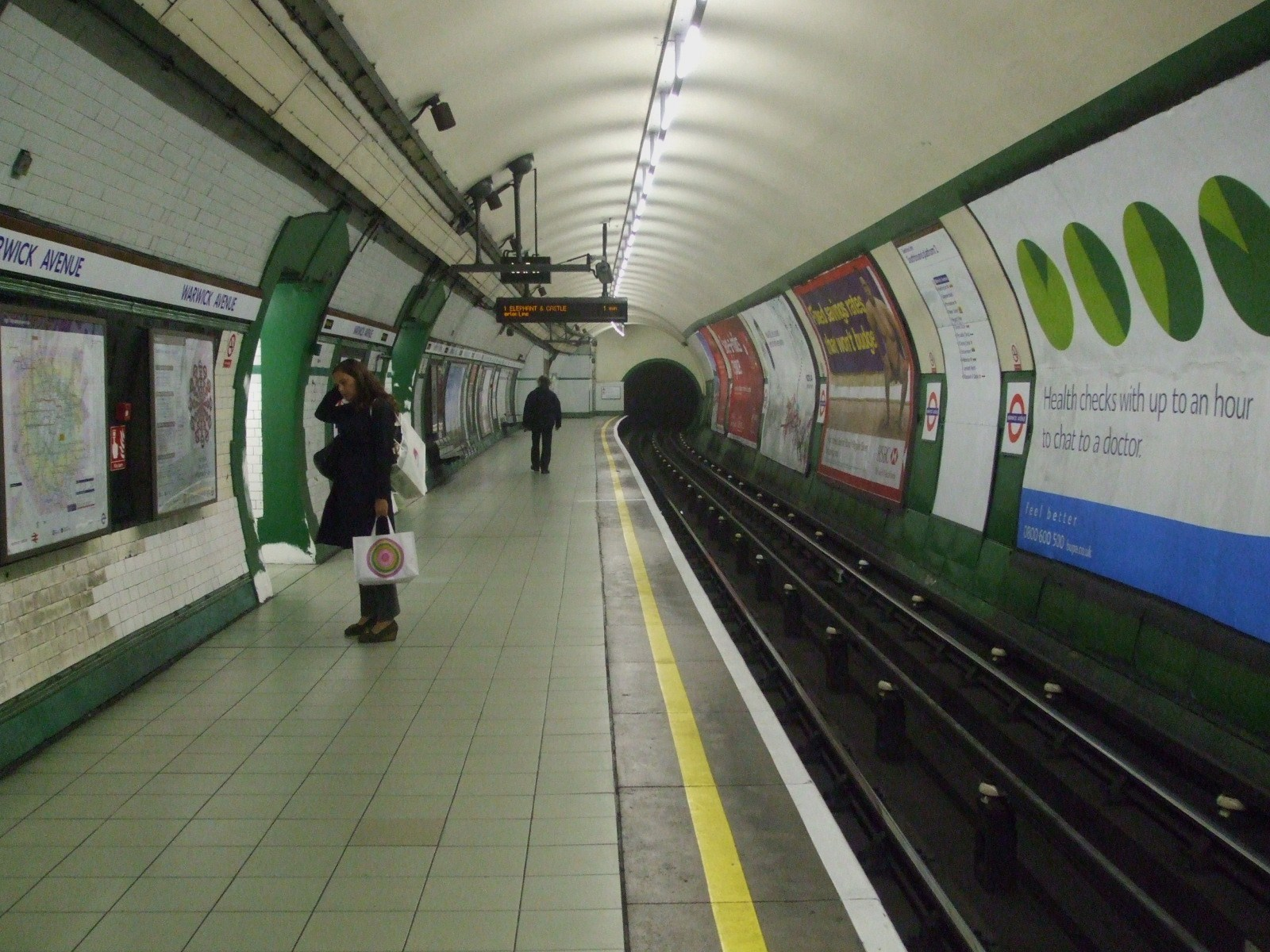
Piattaforma sud
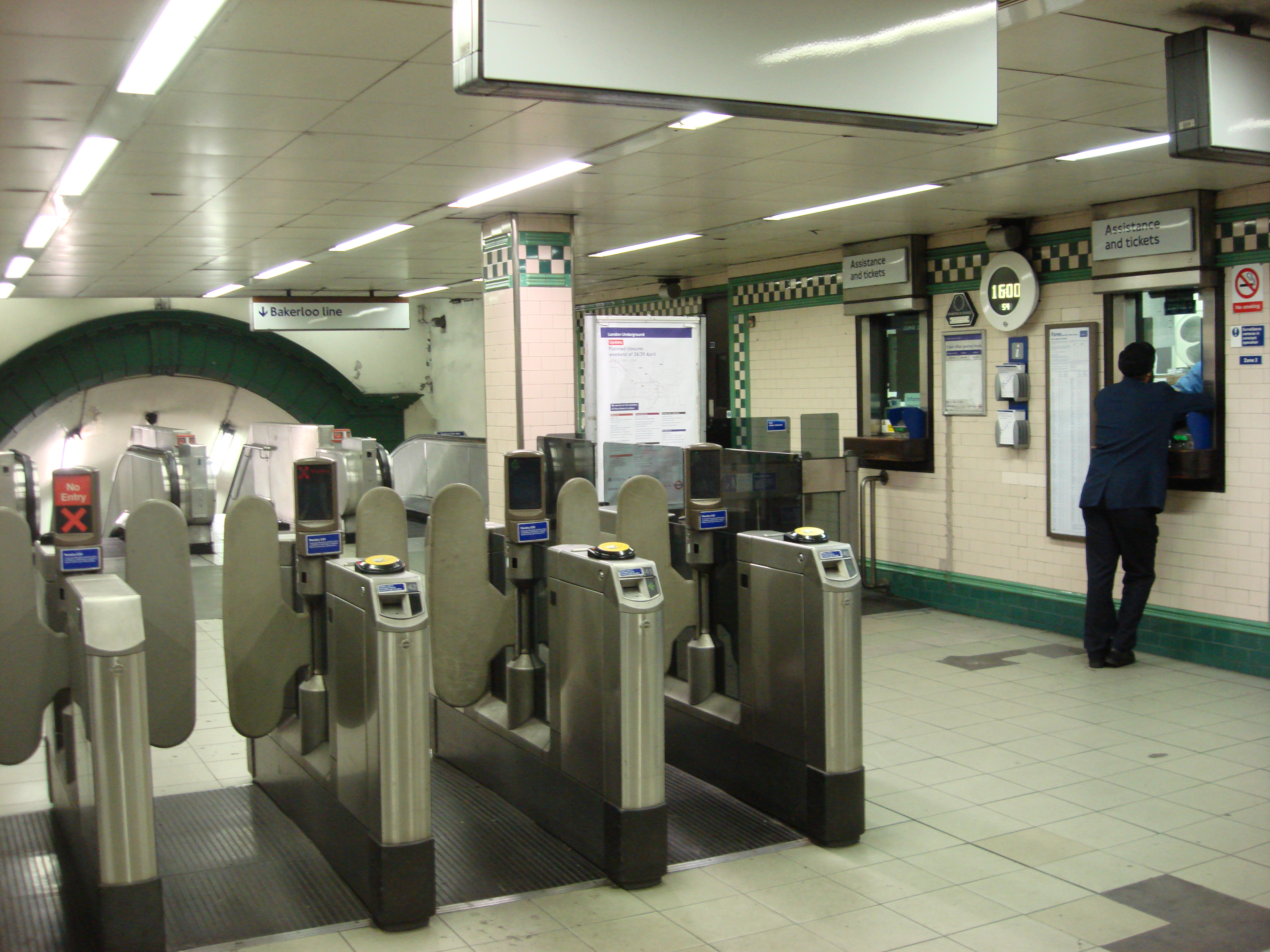
Biglietteria
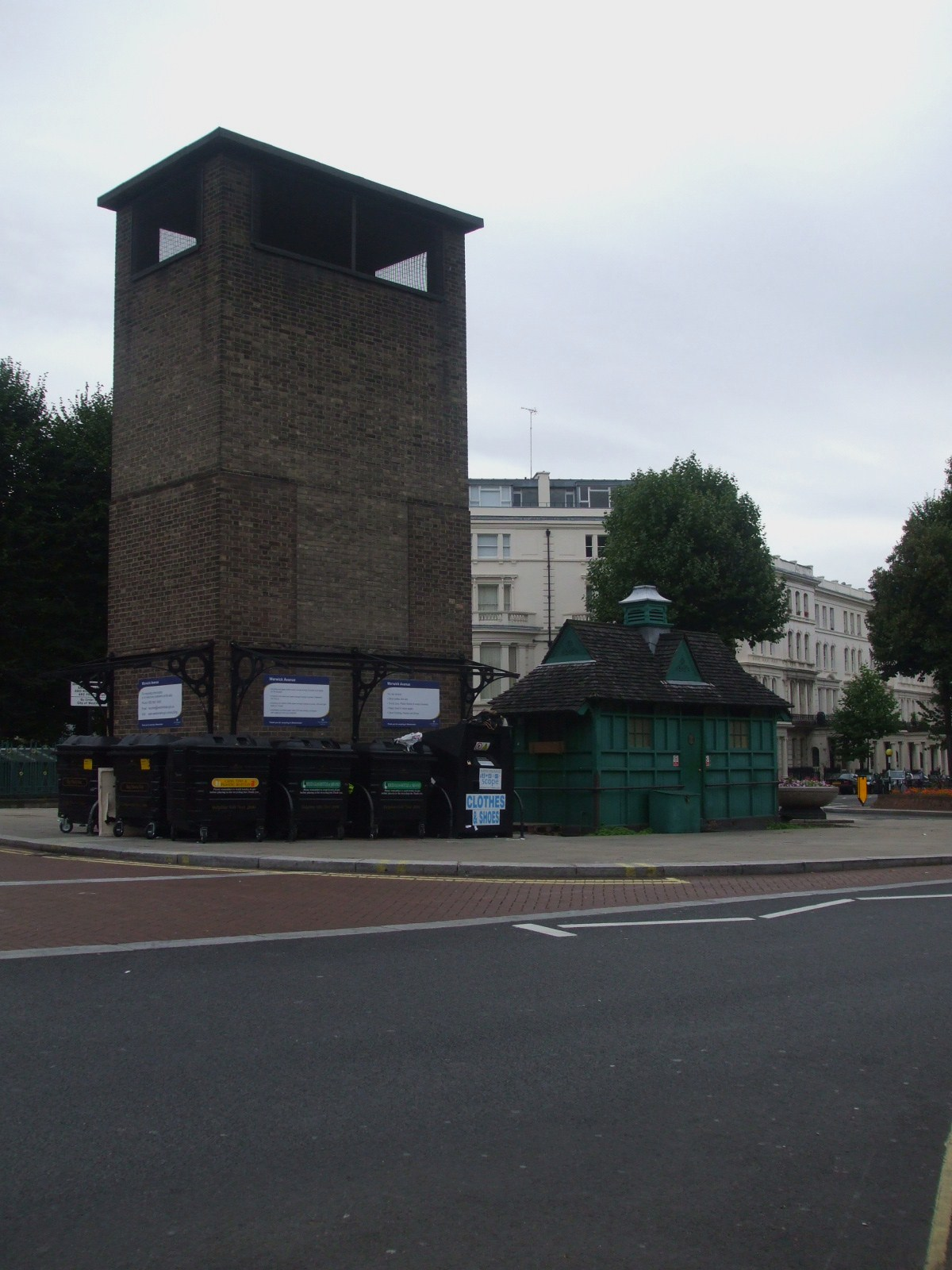
Torre di ventilazione